# Joachim Boessneck
Joachim Boessneck (* 26. Februar 1925 in Glauchau; † 1. März 1991 in München) war ein deutscher Archäozoologe, Osteologe, Paläoanatom und Historiker der Tiermedizin. Er begründete durch sein Vorgehen der umfassenden Bestimmung von Tierknochen bei archäologischen Grabungen die Paläoanatomie bzw. Osteoarchäologie und die damit verbundene Domestikationsforschung in Deutschland.

## Leben
Joachim Boessneck studierte von 1946 bis 1950 Tiermedizin in München sowie danach noch einige Semester Zoologie an den Universitäten München und Kiel und wurde 1953 in München mit seiner Dissertation Die Haustiere in Altägypten promoviert. Er übernahm anschließend eine Assistentenstelle am Tieranatomischen Institut und habilitierte sich 1957 in München mit der Arbeit Zur Entwicklung vor und frühgeschichtlicher Haus- und Wildtiere Bayerns für Anatomie, Histologie und Embryologie der Tiere. Nachdem er 1963 zunächst zum apl. Professor ernannt wurde, erfolgte 1965 die Berufung als ordentlicher Professor auf den neu gegründeten Lehrstuhl für Paläoanatomie, Domestikationsforschung und Geschichte der Tiermedizin an der Ludwig-Maximilians-Universität München.
Joachim Boessneck hat im Zeitraum von 40 Forschungsjahren mehr als 230 Monographien und Aufsätze geschrieben und publiziert. Aus seinem Institut wurden bis 1990 über 580 Publikationen veröffentlicht. Er bearbeitete annähernd 300 Fundorte aus ganz Europa, Vorderasien, Ägypten und Südafrika. Für Bayern konnte durch seine Forschungen ein Bild über die antike Tierwelt erstellt werden, wie zum Beispiel den frühesten Beginn der Züchtung von Haustieren, Wuchs- und Größenveränderung im Lauf der Zeit und über die Bedeutung dieser Tierwelt in den verschiedenen Kulturen. Bei seinen Untersuchungen konnte er mehrfach das Vorkommen von Tieren nachweisen, die heute in den betreffenden Ländern ausgestorben sind. Joachim Boessneck gelang es dabei in Spanien den Riesenalk, in Griechenland den Löwen, in Ägypten den Schreiseeadler, in Kleinasien das Wildpferd und in Syrien den Elefanten nachzuweisen. Neben dem Nachweis eines Walknochens in Mesopotamien ist weiter der Beleg eines Hausesels in der sumerischen Metropole Uruk-Warka aus dem ausgehenden 4. Jahrtausend v. Chr. von besonderer Bedeutung. Vor dem Hintergrund dieses Nachweises wird nun Vorderasien und nicht mehr Ägypten für die Domestizierung dieses orientalischen Haustieres in Betracht gezogen.
Als Veterinäranatom hat Joachim Boessneck zudem im Lauf der Jahre eine Vergleichssammlung von 13840 Skeletten angelegt.
Joachim Boessneck wurde 1960 korrespondierendes und 1976 ordentliches Mitglied des Deutschen Archäologischen Instituts. Im Jahr 1972 wurde er ordentliches Mitglied der Bayerischen Akademie der Wissenschaften, 1980 ausländisches Mitglied der Königlich Schwedischen Akademie für Literatur, Geschichte und Altertumsforschung und 1985 wurde er in der Sektion Veterinärmedizin als Mitglied in die Deutsche Akademie der Naturforscher Leopoldina aufgenommen.
Seine Nachfolge als Vorstand des „Instituts für Paläoanatomie, Domestikationsforschung und Geschichte der Tiermedizin“ an der Ludwig-Maximilians-Universität München übernahm 1993 die Archäozoologin Angela von den Driesch.

## Schriften (Auswahl)
- Die Haustiere in Altägypten. In: Veröffentlichungen der Zoologischen Staatssammlung München, 3, Pfeiffer, München 1953, S. 1–49 (Digitalisat)
- Zur Entwicklung vor- und frühgeschichtlicher Haus- und Wildtiere Bayerns im Rahmen der gleichzeitigen Tierwelt Mitteleuropas. Studien an vor- und frühgeschichtlichen Tierresten Bayerns, 2, München 1958
- Gemeinsame Anliegen von Ägyptologie und Zoologie aus der Sicht des Zooarchäologen. Vorgetragen am 12. Juni 1981. Sitzungsberichte der Bayerischen Akademie der Wissenschaften, Philosophisch-Historische Klasse, 5, München 1981 (Digitalisat)
- Die Tierwelt des Alten Ägypten. C.H. Beck, München 1988